# زاین (اکلاهما)
زاین(به انگلیسی: Zion) شهری در ایالت اکلاهما کشور ایالات متحده آمریکا است که جمعیت آن در سرشماری سال ۲۰۱۰ میلادی، ۴۱ نفر بوده‌است.